# Mieczysław Biskupski
Mieczysław B. Biskupski (ur. 24 września 1948 w Chicago) – amerykański historyk polskiego pochodzenia. 

## Życiorys
Ukończył studia (licencjat, B.A.) z wyróżnieniem w 1971 na Uniwersytecie Kalifornijskim w Los Angeles, tam też w 1972 uzyskał magisterium (M.A.). Obronił doktorat w 1981 na Uniwersytecie Yale. Następnie był wykładowcą w St. John Fisher College oraz na Uniwersytecie Rochesterskim. W 1995 był stypendystą Fundacji Fulbrighta. W 1997 był stypendystą na Uniwersytecie Środkowoeuropejskim w Budapeszcie. Od 2002 członek Stanislaus A. Blejwas Endowed Chair in Polish and Polish American Studies w Central Connecticut State University. W latach 1989–1991 był prezesem Polish American Historical Association.
Odznaczony Krzyżem Oficerskim Orderu Zasługi Rzeczypospolitej Polskiej (2000). Laureat Nagrody Mieczyslawa Haimana Polish American Historical Association (2004). 

## Publikacje

### Monografie
- The history of Poland, Westport, Connecticut - London: Greenwood Press 2000.
- Hollywood’s war with Poland, 1939-1945, Lexington : University Press of Kentucky, 2010.
- The United States and the Rebirth of Poland, 1914-1918, Republic of Letters, 2012 (publikacja pracy doktorskiej)
- Independence Day: Myth, Symbol, and the Creation of Modern Poland, Oxford University Press, 2012.

### Redakcja naukowa
- Polish Democratic Thought from the Renaissance to the Great Emigration. Essays and Documents, ed. with en Introduction by Mieczysław B. Biskupski a. James S. Pula, New York: Columbia Univ. Press 1990.
- Selected Papers from the Fiftieth Anniversary International Congress of the Polish Institute of Arts and Sciences of America Held at Yale University in June 1992, ed. James S. Pula, Mieczysław B. Biskupski, t. 1-3, New York: Columbia Univ. Press 1993−1994.
- Ideology, politics and diplomacy in East Central Europe, ed. by M. B. B. Biskupski, Rochester, NY: University of Rochester Press 2003.
- Poland's diverse peoples. A reference sourcebook, Oxford: ABC-Clio 2004.
- The Polish American encyclopedia, gen. ed.: James S. Pula, associate eds. M. B. B. Biskupski, Jefferson, N.C. - London: McFarland 2011.

## Przekłady w języku polskim
- Nieznana wojna Hollywood przeciwko Polsce 1939-1945,  przeł. Karol Nowacki, ze wstępem Stanisława Michalkiewicza, Warszawa: Fijorr Publishing Company 2011.